# Zhou Yiwang (Ji Xie)
 (juillet 2009).
Si vous disposez d'ouvrages ou d'articles de référence ou si vous connaissez des sites web de qualité traitant du thème abordé ici, merci de compléter l'article en donnant les références utiles à sa vérifiabilité et en les liant à la section « Notes et références ».
Zhou Yiwang (周夷王) de son nom personnel Ji Xie (姬燮). Il fut le neuvième souverain de la dynastie Zhou. Il fut intronisé à Hao (鎬) en -875. Il régna jusqu'en -864.

## Règne
Pendant son règne, il fit face à une rébellion d'un de ses vassaux nommé E et qui était soutenu par le récalcitrant État de Chu. Après de longs et féroces combats, il finit par le soumettre. Il lança aussi des expéditions militaires pour pacifier les Quanrong.

### Conflit entre le marquis de Ji et le duc de Qi
Un violent conflit éclata entre le marquis de Ji et le duc Ai de Qi, qui dégénéra. Ce-dernier fut dénoncé à la cour et le roi Yi prit parti pour le marquis de Ji. Le duc Ai de Qi fut condamné à mort par le roi Yi. Sa mort fut atroce; il fut ébouillanté à mort dans un grand chaudron.